# SD Compostela
SD Compostela is een Spaanse voetbalclub die gedurende enige tijd actief was in de Primera División. Tegenwoordig speelt de club in de  Segunda Federación Grupo I (IV), de vierde Spaanse voetbaldivisie.

## Historie
SD Compostela werd opgericht in 1962 en leefde gedurende langere tijd in de lagere professionele voetbalcompetities in Spanje totdat het in 1994 na vier jaar te hebben gebivakkeerd in de Segunda División A promotie bewerkstelligd naar de Primera División als het in de play offs afrekent met Rayo Vallecano.
In het eerste seizoen in de hoogste divisie vecht de club tegen degradatie, maar in het seizoen 1995/96 mag het zich met verve even benoemen tot beste club van Galicië als het tijdens de winterstop 2e staat in de competitie achter Atlético Madrid. De club sluit het seizoen uiteindelijk af met een respectabele 10e plaats. In het daaropvolgende seizoen eindigt de club wederom in de middenmoot, maar een jaar later daalt de club af naar de Segunda División A als het een punt tekortkomt om zich te redden. Kleine troost op de wonde is de grootste overwinning die SD Compostela ooit behaalt in de Primera División wanneer het op de voorlaatste speeldag streekgenoot Deportivo La Coruña voor eigen publiek vernedert met 2-6.
Maar vanaf het moment van de degradatie in 1998 gaat het mis met de club. In de poging om weer snel terug te komen steekt de club zich diep in de schulden en betaalt het salarissen aan spelers die boven het budget uitkomen. De club speelt slecht en degradeert in het seizoen 2000/01 zelfs af naar de Segunda División B. Wederom steekt de club zich in nog meer schulden om snel terug te keren wat overigens ook lukt binnen een jaar. In het seizoen 2002/03 bereikt de club een 9e plaats in de Segunda División A. Enkele dagen voor het inschrijven voor het seizoen 2003/04 is de financiële situatie van SD Compostela echter dusdanig penibel dat een rechter beslist dat de club € 13.000.000 op tafel dient te leggen. De club kan dit echter niet en hieropvolgend volgt verplichte degradatie naar de Segunda División B. Een exodus van spelers breekt aan en de club degradeert zelfs naar de Tercera División. Het seizoen 2004/05 komt de club echter niet op dat niveau uit. Het wordt wederom wegens schulden een divisie teruggezet en komt zodoende een tijd uit in de Preferente, op amateurniveau. In 2008 weet de club te promoveren naar het semi-professionale niveau. In 2009 volgt promotie naar de Segunda B.

## Eindklasseringen van 1963 t/m 2006 als SAD Compostela
- 1963 1e
1e regionaal
- 1964 1e
Tercera División
- 1965 2e
Tercera División
- 1966 4e
Tercera División
- 1967 3e
Tercera División
- 1968 2e
Tercera División
- 1969 3e
Tercera División
- 1970 10e
Tercera División
- 1971 1e
1e regionaal
- 1972 11e
Tercera División
- 1973 18e
Tercera División
- 1974 2e
1e regionaal
- 1975 2e
1e regionaal
- 1976 1e
1e regionaal
- 1977 9e
Tercera División
- 1978 18e
Segunda División B
- 1979 12e
Tercera División
- 1980 1e
Tercera División
- 1981 7e
Segunda División B
- 1982 15e
Segunda División B
- 1983 11e
Segunda División B
- 1984 14e
Segunda División B
- 1985 15e
Segunda División B
- 1986 18e
Segunda División B
- 1987 6e
Tercera División
- 1988 4e
Tercera División
- 1989 3e
Tercera División
- 1990 1e
Tercera División
- 1991 3e
Segunda División B
- 1992 8e
Segunda División
- 1993 12e
Segunda División
- 1994 3e
Segunda División
- 1995 16e
Primera División
- 1996 10e
Primera División
- 1997 11e
Primera División
- 1998 17e
Primera División
- 1999 8e
Segunda División
- 2000 18e
Segunda División
- 2001 19e
Segunda División
- 2002 3e
Segunda División B
- 2003 9e
Segunda División
- 2004 19e
Segunda División B
- 2005 3e
1e regionaal
- 2006 18e
1e regionaal

- Primera División
- Segunda División
- Segunda División B
- Tercera Federación
- 1e regionaal

## Eindklasseringen vanaf 2006 als SD Compostela
- 2006 11e
4e regionaal
- 2007 3e
4e regionaal
- 2008 1e
1e regionaal
- 2009 1e
Tercera División
- 2010 20e
Segunda División B
- 2011 16e
1e regionaal
- 2012 14e
1e regionaal
- 2013 3e
Tercera División
- 2014 13e
Segunda División B
- 2015 6e
Segunda División B
- 2016 19e
Segunda División B
- 2017 7e
Tercera División
- 2018 1e
Tercera División
- 2019 3e
Tercera División
- 2020 1e
Tercera División
- 2021 6e
Segunda División B
- 2022 8e
Segunda Federación
- 2023 4e
Segunda Federación
- 2024 7e
Segunda Federación
- 2025 14e
Segunda Federación

- Segunda División B
- Segunda Federación
- Tercera Federación
- 1e regionaal
- 4e regionaal

## Bekende (oud-)spelers
- Bent Christensen
- Gonzalo García García
- Franck Passi
- Ljoeboslav Penev
- Tomás Reñones
- Romano Sion
- Peter Hoekstra
- René Ponk
- Juan Viedma Schenkhuizen

## Bekende trainers
- Andoni Goikoetxea Olaskoaga

Burgos CF ·
Celta de Vigo B · 
SD Compostela ·
Coruxo FC · 
CD Covadonga ·
Cultural Leonesa ·
Deportivo La Coruña ·
Racing de Ferrol · 
CD Guijuelo ·
UP Langreo ·
CD Lealtad ·
Club Marino de Luanco ·
CD Numancia ·
Real Oviedo B·
Pontevedra CF ·
Salamanca CF ·
Unionistas de Salamanca CF ·
 Sporting Gijón B ·
Real Valladolid B ·
Zamora CF ·